# Greta Karinauskaitė
Greta Karinauskaitė (11 de febrero de 2001) es una deportista lituana que compite en atletismo, especialista en las carreras con obstáculos. En los Juegos Europeos de Cracovia 2023 consiguió una medalla de bronce en la prueba de 3000 m obstáculos.

## Palmarés internacional
| Juegos Europeos | Juegos Europeos   | Juegos Europeos   | Juegos Europeos   |
| Año             | Lugar             | Medalla           | Prueba            |
| --------------- | ----------------- | ----------------- | ----------------- |
| 2023            | Chorzów (Polonia) | Medalla de bronce | 3000 m obstáculos |